# اچ‌ام‌اس اوتر (پی۶۲)
اچ‌ام‌اس اوتر (پی۶۲) (به انگلیسی: HMS Uther (P62)) یک زیردریایی بود که طول آن ۵۸٫۲۲ متر (۱۹۱٫۰ فوت) بود. این زیردریایی در سال ۱۹۴۳ ساخته شد.